# هولیا آوشار
هولیا آوشار (ترکی استانبولی: Hülya Avşar زادهٔ ۱۰ اکتبر ۱۹۶۳)، بازیگر، خوانندهٔ فولکلور و پاپ، بازرگان، مقاله‌نویس، طراح مد، سردبیر مجله، بازیکن تنیس اهل ترکیه و دارندهٔ عنوان ملکهٔ زیبایی ترکیه است.
اوشار یکی از فیلم‌هایی که بازی کرد ماه پیکر بود نقش او به عنوان والد سلطان بزرگ بود، وی با بازی در سریال ماهپیکر نیز شهرت زیادی یافت.
آوشار یکی از نزدیک‌ترین و صمیمی‌ترین دوست ابراهیم تاتلیسس نیز هست. او همچنین در برنامه معروف ابراهیم تاتلیسس (ایبوشو) شرکت کرده است.

## زندگی‌نامه
او در ادرمیت، بالیکسیر ترکیه زاده شد. وی فرزند نخست اِمرال و جلال آوشار است. مادر او اهل استان بالیکسیر و از ترک‌های آناتولی و پدرش از کُردهای شرق ترکیه است.
او از لیسهٔ جمهوریت آنکارا فارغ‌التحصیل شده است و از سال ۱۹۸۲ به عنوان شناگر حرفه‌ای کار می‌کرد. او به همراه خانواده‌اش در سال ۱۹۸۲ به استانبول نقل مکان کرد. نخستین کار بازیگری خود را در سال ۱۹۸۳، در فیلم حرم آغاز کرد. در سال‌های بعد، او در بیش از ۷۰ فیلم مطرح بازی کرد و برندهٔ جایزهٔ بهترین بازیگر نقش مکمل زن در هیجدهمین جشنوارهٔ بین‌المللی مسکو را از آن خود نمود. افزون‌بر این، او به عنوان یک خوانندهٔ حرفه‌ای هشت آلبوم و دو تک‌آهنگ را منتشر کرده است.
هولیا آوشار در سال ۲۰۰۰، از سوی تلویزیون کرال موفق به کسب جایزهٔ بهترین خوانندهٔ زن توسط ترکیه شد. در همان سال، او برای روزنامهٔ گون‌آیدین به عنوان یک ستون‌نویس فعالیت نمود. آوشار همچنین سردبیر هولیا (یک مجلهٔ ماهانه) بود.
آوشار همچنین به عنوان داور برنامهٔ استعدادهای درخشان ترکیه (به ترکی استانبولی: Yetenek Sizsiniz TURKIYE) در سال ۲۰۰۹ بود. وی به مدت ۸ سال سردبیر و ویرایشگر مجلهٔ هولیا بوده است. آوشار بنیان‌گذار نام تجاری byH است.
او همچنین به عنوان داور و مربی مسابقهٔ آوازخوانی او سس ترکیه از سال ۲۰۱۱ تا ۲۰۱۳ بوده است.